# Vratislav Effenberger
Vratislav Effenberger (ur. 22 kwietnia 1923 w Nymburku, zm. 10 sierpnia 1986 w Pradze) – czeski poeta i autor tekstów teoretycznych, surrealista.

## Życie
Urodził się w rodzinie architekta i inżyniera budowlanego. W czasie kryzysu gospodarczego firma jego ojca zbankrutowała, trzeba było sprzedać dom i w 1932 rodzina przeniosła się do Pragi. Ojciec skłonił przyszłego twórcę do nauki w średniej przemysłowej szkole chemicznej, a potem – już po wojnie – do studiów w Wyższej Szkole Inżynierii Chemiczno-Technologicznej. Zarazem jednak młody człowiek zapisał się na Uniwersytet Karola, gdzie studiował historię sztuki i estetykę. W 1948 studia ukończył. Już po maturze zaczął pracować w firmie Baafilm przy produkcji filmów reklamowych, od 1946 był zatrudniony w Czechosłowackim Instytucie Filmowym. Od pierwszej połowy lat pięćdziesiątych zmuszony był zarabiać na życie pracą fizyczną. Dopiero w 1967 został współpracownikiem Instytutu Filmowego, a w 1968 otrzymał etat w Instytucie Filozofii Czechosłowackiej Akademii Nauk, z którego zwolniono go w 1970. Po podpisaniu Karty `77 pracował jako nocny stróż.

## Działalność w grupie surrealistycznej
W 1946 poznał przywódcę czechosłowackiej grupy surrealistycznej Karla Teigego. Po śmierci tej legendarnej postaci (1 X 1951) to właśnie Effenberger stał się przywódcą czeskiego surrealizmu, wziął na siebie wielki wysiłek teoretyczny, inspiratorski i organizacyjny. Przywódcą grupy pozostawał aż do śmierci.

## Twórczość
Effenberger jest autorem ponad trzydziestu tomików wierszy, ale dane mu było oficjalnie ogłosić tylko jeden ich wybór, rozpowszechniane jako edycja bibliofilska Básně na zdi (1966, Wiersze na murze). Ponadto obok publikacji czasopiśmienniczych oraz prac drukowanych w almanachach i katalogach wystaw wyszły jego studia poświęcone literaturze i sztuce: Pohyby symbolů (1961, Ruchy symboli), Henri Rousseau (1963), Realita a poezie (1969, Rzeczywistość i poezja) oraz Výtvarné projevy surrealismu (1969, Manifestacje artystyczne surrealizmu). W 1984 emigracyjne wydawnictwo „68 Publishers” opublikowało tom jego scenariuszy czy pseudoscenariuszy filmowych Surovost života a cynismus fantasie (Brutalność życia i cynizm fantazji, edycja rozszerzona ukazała się w Pradze w wydawnictwie Orbis w 1991). W 2004 wyszedł w Pradze w opracowaniu Jana Šulca pierwszy tom zbiorowej edycji poezji Effenbergera (Básně), doprowadzony do roku 1951. Jego objętość (blisko 950 stron druku) daje pojęcie o ogromie poetyckiego dorobku pisarza. A przy tym teksty poetyckie to tylko część jego dzieła, w dużej mierze dotąd niewydanego drukiem. Dodać do tego trzeba działalność edytorską Effenbergera (m.in. redagowanie pism Teigego, stworzenie pisma „Analogon“, opracowanie – wraz ze Stanislavem Dvorskim i Petrem Králem – zbiorowego tomu Surrealistické vychodisko [1969, Surrealistyczny punkt wyjścia], reprezentatywnego dla czeskiego surrealizmu lat sześćdziesiątych), oraz obszerną korespondencję, z której znamy do tej pory jedynie nieduże wyimki.
„Poezja Effenbergera – pisze Leszek Engelking - nie zdołałaby się wyprzeć surrealistycznego rodowodu, sięgającego manifestów André Bretona, ale pełna jest poszukiwań i eksperymentów własnych, przekształca się i rozwija w czasie, reagując na zmienne podniety rzeczywistości.

## Recepcja polska
Wiersze Effenbergera w przekładzie Leszka Engelkinga drukowała „Literatura na Świecie“. W 2006 we wrocławskim wydawnictwie Atut ukazał się wybór poezji i pseudoscenariuszy Effenbargera Polowanie na czarnego rekina. Tłumaczami tego wyboru są Dorota Dobrew, M. Domagalski, Leszek Engelking, Marian Grześczak, J. Malicki, S. Szostok i Dariusz Tkaczewski. 

## Literatura
- Leszek Engelking, Posłowie [do:] Vratislav Effenberger, Polowanie na czarnego rekina. Wiersze i pseudoscenariusze 1940-1986, Wrocław 2006